# مارتين برودا
مارتين برودا (بالفرنسية: Martine Broda)‏ (17 مارس 1947، نانسي في فرنسا - 23 أبريل 2009، باريس في فرنسا)؛كاتِبة، مترجمة وشاعرة فرنسية.